# Leucauge senegalensis
Leucauge senegalensis este o specie de păianjeni din genul Leucauge, familia Tetragnathidae, descrisă de Roewer, 1961.
Este endemică în Senegal. Conform Catalogue of Life specia Leucauge senegalensis nu are subspecii cunoscute.